# Alsókemenec
Alsókemenec (1899-ig Alsó-Kamenecz, szlovákul Dolný Kamenice) Kemenec településrésze, korábban önálló falu Szlovákiában, a Trencséni kerületben, a Privigyei járásban.

## Fekvése
Privigyétől 16 km-re, délnyugatra fekszik.

## Története
A község területén a régészeti leletek tanúsága szerint ősidők óta élnek emberek, az i. e. 1. évezredből a lausitzi kultúra erődített településének maradványait tárták itt fel. Az erődítményt később a puhói kultúra népe is használta.
Alsókemenecet a 14. században még „Petusova" néven említik, 1518-ban fordul elő először a későbbi nevén „Also Kemenecz" alakban. A Kosztolányi, később a Majthényi család birtoka volt. 1536-ban 3 porta után adózott. 1601-ben 40 háza állt, közülük 5 nemeseké. A 17. században lakói a töröknek fizettek adót. 1720-ban 25 adózó háztartása és egy kocsmája volt. Lakói főként tímármesterséggel, gyümölcstermesztéssel, mezőgazdasággal és állattartással foglalkoztak.
A 18. század második felében Alsókemenecen papírgyár kezdte meg működését, mely 1847-ig üzemelt. Ebben az időben sörfőzde is működött a községben. A 19. században az itt élők a földművelés és állattartás mellett molnárok, kovácsok, tímárok voltak, de sokan foglalkoztak erdei munkákkal, faárukészítéssel is. 1828-ban 64 házában 420 lakos élt.
A 18. század végén Vályi András így ír róla: „Alsó, és Felső Kamenicza. Két elegyes faluk Bars Várm. földes Urai amannak több Urak, ennek pedig Kosztolányi Uraság, lakosaik katolikusok, fekszenek Privigyéhez 1 mértföldnyire, Glak hegyéhez közel, a’ honnan le folyó patakjok, egy papíros, és 4 őrlő malmot hajt, határjaik középszerűek, vagyonnyaik külömbfélek."
Fényes Elek geográfiai szótárában eképpen ír a községről: „Kamenecz (Alsó-), tót falu, Bars, most A.-Nyitra vmegyében, 1/2 órányira a Nyitra vizétől: 401 kath., 19 evang. lak."
Borovszky monográfiasorozatának Bars vármegyét tárgyaló része szerint: „Alsókamenecz, a felső Nyitravölgyben fekvő tót kisközség, 504 róm. katholikus lakossal. E község a Kosztolányiak régi birtoka. Petusova nevű dűlője is még a XIV. században élt Kosztolányi Petőre látszik emlékeztetni. A XVIII. század vége felé itt papirmalom és négy vízimalom volt. A község határában levő Hrádek nevű hegyen valami erődítvény vagy vár nyomai látszanak. A község postája Bisztricsény, távirója és vasúti állomása Nemes-Kosztolány. Templom a községben nincsen."
1910-ben 593-an, többségében szlovákok lakták, jelentős magyar kisebbséggel. A trianoni diktátumig Bars vármegye Oszlányi járásához tartozott.
1955-ben egyesült Felsőkemeneccel.

## Lásd még
- Kemenec
- Felsőkemenec